# Natanael
Natanael Batista Pimienta (Cuiabá, 25 december 1990) – alias Natanael – is een Braziliaans voetballer die doorgaans speelt als linksback. In januari 2025 verliet hij Avaí.

## Clubcarrière
Natanael speelde in de jeugd van Operário en Serra, alvorens hij doorbrak bij Cuiabá. Met die club speelde hij in drie jaren tijd bijna vijftig competitieduels. In december 2013 verliep de verbintenis van de linksback en hierop tekende hij voor één seizoen bij Atlético Paranaense. Zijn debuut in de Série A maakte Natanael op 20 april 2014, toen hij tegen Grêmio (1–0 winst) de gehele wedstrijd meespeelde. Zijn verbintenis werd in juli 2014 verlengd voor met drie extra jaren.
Hiervan zou hij er maar een halve voltooien, want in de zomer van 2015 werd de Braziliaan overgenomen door Loedogorets, waar hij zijn handtekening zette onder een verbintenis voor de duur van drie seizoenen. In zijn eerste seizoen werd hij met Loedogorets landskampioen. Van de tweeëndertig wedstrijden speelde hij er zevenentwintig mee. Door het landskampioenschap kwalificeerde de Bulgaarse club zich voor de voorronde van de Champions League. Mladost Podgorica, Rode Ster Belgrado en Viktoria Pilsen werden achtereenvolgens uitgeschakeld, waardoor Loedogorets zich plaatste voor de groepsfase. Daarin wist Natanael ook te scoren; in de thuiswedstrijd tegen Paris Saint-Germain op 28 september 2016 opende hij na een kwartier spelen de score uit een vrije trap. Uiteindelijk zouden de Franse bezoekers door een treffer van Blaise Matuidi en twee van Edinson Cavani alsnog winnen, met 1–3. De Braziliaan speelde mee in alle twaalf wedstrijden van Loedogorets in de Champions League.
Internacional liet de Braziliaan in de zomer van 2019 terugkeren naar zijn vaderland. Ruim een jaar na zijn komst werd hij verhuurd aan Atlético Goias. Medio 2022 verkaste Nanatael naar Avaí.

## Clubstatistieken
| Seizoen | Club                | Competitie | Competitie | Competitie | Beker | Beker | Internationaal | Internationaal | Totaal | Totaal |
| Seizoen | Club                | Competitie | Wed.       | Dlp.       | Wed.  | Dlp.  | Wed.           | Dlp.           | Wed.   | Dlp.   |
| ------- | ------------------- | ---------- | ---------- | ---------- | ----- | ----- | -------------- | -------------- | ------ | ------ |
| 2011    | Cuiabá              | Série D    | 14         | 1          | 1     | 0     | —              | —              | 15     | 1      |
| 2012    | Cuiabá              | Série C    | 13         | 0          | 2     | 0     | —              | —              | 15     | 0      |
| 2013    | Cuiabá              | Série C    | 19         | 0          | 0     | 0     | —              | —              | 19     | 0      |
| 2014    | Atlético Paranaense | Série A    | 31         | 0          | 2     | 0     | 8              | 0              | 41     | 0      |
| 2015    | Atlético Paranaense | Série A    | 13         | 0          | 4     | 0     | —              | —              | 17     | 0      |
| 2015/16 | Loedogorets         | Parva Liga | 27         | 0          | 1     | 0     | —              | —              | 28     | 0      |
| 2016/17 | Loedogorets         | Parva Liga | 26         | 1          | 3     | 1     | 14             | 1              | 43     | 3      |
| 2017/18 | Loedogorets         | Parva Liga | 27         | 1          | 2     | 0     | 13             | 1              | 42     | 2      |
| 2018/19 | Loedogorets         | Parva Liga | 16         | 1          | 3     | 0     | 13             | 0              | 32     | 1      |
| 2019    | Internacional       | Série A    | 7          | 0          | 0     | 0     | 0              | 0              | 7      | 0      |
| 2020    | Internacional       | Série A    | 2          | 0          | 0     | 0     | 0              | 0              | 2      | 0      |
| 2020    | → Atlético Goias    | Série A    | 22         | 2          | 2     | 0     | —              | —              | 24     | 2      |
| 2021    | → Atlético Goias    | Série A    | 23         | 0          | 5     | 0     | 4              | 0              | 32     | 0      |
| 2022    | Avaí                | Série A    | 16         | 1          | 0     | 0     | —              | —              | 16     | 1      |
| 2023    | Avaí                | Série B    | 37         | 1          | 0     | 0     | —              | —              | 37     | 1      |
| 2024    | Avaí                | Série B    | 20         | 0          | 0     | 0     | —              | —              | 20     | 0      |
| Totaal  | Totaal              | Totaal     | 314        | 8          | 25    | 1     | 52             | 2              | 391    | 11     |

Bijgewerkt op 17 januari 2025.

## Erelijst
| Parva Liga | 4 | 2015/16, 2016/17, 2017/18, 2018/19 |